# Повалишин, Алексей Михайлович
Алексей Михайлович Повалишин (1837, Санкт-Петербург — 1904, Пермь) — управляющий Оренбургской железной дороги, управляющий Уральской железной дороги в 1893—1904 годах. Основатель Самарского технического железнодорожного училища в 1879 году.

## Биография
Родился 25 октября (6 ноября) 1837 года. В 1857 году окончил Институт инженеров путей сообщения и начал службу в Петербургском округе путей сообщения, служил в ГОРЖД.
Затем был управляющим Оренбургской железной дороги в чине надворного советника. Стоял у основания Самарского технического железнодорожного училища (6 октября 1879 года), где был председателем Учебного совета училища.
Затем был управляющим Уральской горнозаводской железной дороги с 22 июня 1893 года до 1898 года, после объединения — управляющий Пермь-Тюменской железной дороги в 1898—1900 годах, после объединения — начальник Пермской железной дороги Министерства путей сообщения в 1900—1904 годах. В 1900 году был произведён в действительные статские советники.
С 22 июня 1893 года до своей смерти был попечителем Пермского технического железнодорожного училища (ныне Пермский институт железнодорожного транспорта УрГУПС).
19 июня 1899 года оказал содействие, проинформировал о графике работы железной дороги на всей территории Урала, выделил уральской экспедиции Д. И. Менделеева собственный специальный служебный вагон с отдельными купе и обеденной комнатой. Вагон мог останавливаться на любой станции по желанию руководителя экспедиции, следовал по выбранному маршруту с попутным поездом, что полностью отпадали заботы о билетах (они были закуплены заранее), хлопоты о багаже, отдыхе и охране имущества. Предоставил материал для книги «Уральская железная промышленность в 1899 году».
Умер в Перми 9 (22) февраля 1904 года. Похоронен на Новодевичьем кладбище в Санкт-Петербурге.